# Bryonympha silvana
Bryonympha silvana är en fjärilsart som beskrevs av Edward Meyrick 1930. Bryonympha silvana ingår i släktet Bryonympha och familjen Immidae. Inga underarter finns listade i Catalogue of Life.